# سینتیا کوپر-دایک
سینتیا کوپر-دایک (انگلیسی: Cynthia Cooper-Dyke؛ زادهٔ ۱۴ آوریل ۱۹۶۳) بازیکن سابق و مربی بسکتبال اهل ایالات متحده آمریکا است.
وی در مسابقات کشوری و بین‌المللی در مجموع برندهٔ ۵ مدال طلا، ۱ مدال نقره، ۱ مدال برنز شده‌است.